# Caymanöarnas vapen
Caymanöarnas statsvapen har en hjälmprydnad med en ananas och en sköldpadda. På skölden ser man i ginstammen en leopard från Englands vapen och i huvudfältet tre stjärnor överlagda den heraldiska symbolen för vatten. Stjärnorna står för öarna i gruppen: Grand Cayman, Cayman Brac och Little Cayman.